# المؤتمر الوزراي لمنظمة التجارة العالمية في 2013

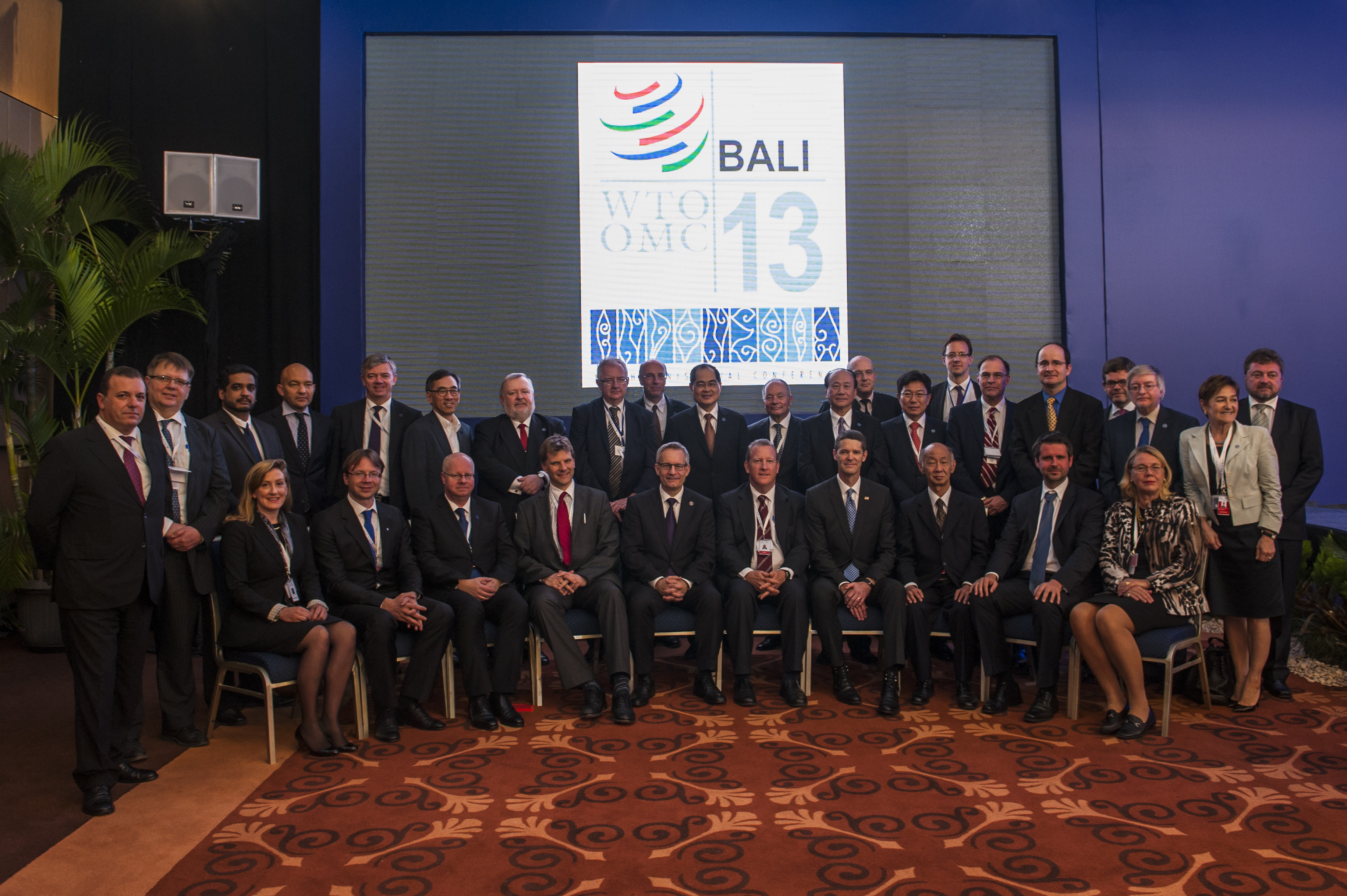
صورة جماعية من المؤتمر الوزاري للمنظمة في مدينة بالي الإندونيسية عام 2013

المؤتمر الوزراي لمنظمة التجارة العالمية في 2013 التاسع عقد في بالي، إندونيسيا من 03-07 ديسمبر 2013 م. وترأس المؤتمر وزير التجارة الإندونيسية غيتا ويرجاوان.
في هذا المؤتمر وافق 159 عضو من منظمة التجارة العالمية على صفقة بالي، والتي تهدف إلى تخفيف الحواجز أمام التجارة الدولية.
كما تم الاتفاق على عضوية اليمن، معتمدة على تصديق عضوية البلاد.